# Gustavo Freudenthal
Gustavo Freudenthal (Hannover, 1869-Zaragoza, 1948) fue un fotógrafo alemán asentado en Zaragoza durante el primer tercio del siglo XX. 

## Biografía
Nacido en Hannover en 1869. En 1892 se trasladó a España a trabajar en la Compañía fotográfica Napoleón de Barcelona, y en 1898 se trasladó a Madrid, a trabajar al gabinete madrileño de Christian Franzen. En 1905, pidió y obtuvo la concesión de fotógrafo de la casa real. Al año siguiente se trasladó a vivir a Zaragoza y en 1906 abrió un estudio fotográfico en la calle Coso número 31.
En 1914 fue nombrado cónsul honorario alemán de Zaragoza por el emperador Guillermo II. Aunque en 1932 le propusieron dimitir, estuvo en el puesto hasta 1941. En 1917 abrió un nuevo estudio en el ático del edificio del Banco de Aragón que mantuvo hasta el año 1930. También trabajó en el periódico el Heraldo de Aragón, llegando a ser el director artístico, siendo uno de los primeros fotoperiodistas aragoneses. También su fotografías llegaron a las rotativas de periódicos de nivel nacional como ABC y La Ilustración Española y Americana.
Como anécdota señalar que fotografió a Albert Einstein cuando este visitó Zaragoza en 1923, donde impartió dos conferencias, una en la Facultad de Medicina, una sobre la teoría de la relatividad y otra sobre la estructura del espacio.